# Joan Vintró
Joan Vintró Castells (Barcelona, 1953) es un abogado y jurista español. Catedrático de Derecho Constitucional de la Universidad de Barcelona, ha sido miembro del Consejo Asesor para la Transición Nacional de Cataluña.

## Biografía

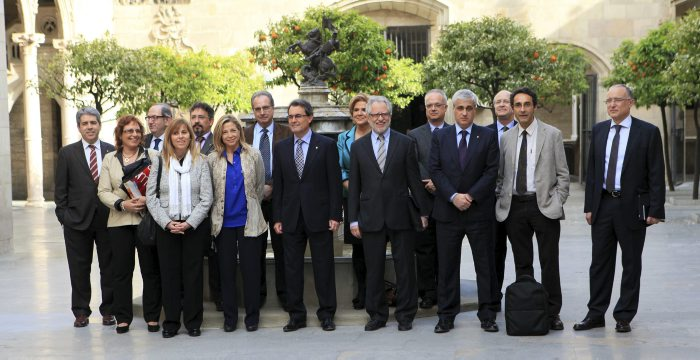
Imagen del Consejo Asesor para la Transición Nacional tras su constitución (abril de 2013)

Nacido en el seno de una familia de la pequeña burguesía, catalanista y conservadora en el barrio de Sant Andreu de Barcelona, se licenció en Filosofía y Letras (sección de Historia Moderna) por la Universidad de Barcelona en 1975. Diplomado en Estudios Políticos (DEA) por el Instituto de Estudios Políticos de París, es doctor en Derecho por la Universidad de Barcelona. Es hermano de la política Eulalia Vintró.

## Trayectoria
Catedrático de Derecho Constitucional de la Universidad de Barcelona, ha sido letrado del Parlamento de Cataluña (1981-2006). Experto de la Comisión de Venecia del Consejo de Europa en misiones en Azerbaiyán, Moldavia y Rusia, ha sido conferenciante y docente en universidades y centros de varios países: Universidad de Siena, Instituto de Estudios Políticos de Grenoble, University College de Londres, Universidad de Essex, Universidad Libre de Bruselas, Universidad Mohamed V de Rabat, Universidad de León (Nicaragua), Universidad Centroamericana de Managua, Universidad Nacional de Bogotá. Fue asesor de la Ponencia redactora del Estatuto de Autonomía de Cataluña de 2006.

## Crisis catalana de 2017
Joan Vintró, junto a Ferran Requejo, Carles Viver y Josep Maria Jové, fueron investigados por su implicación en el proceso independentista catalán de octubre de 2017. En concreto, Vintró fue señalado por la Guardia Civil como politólogo de cabecera de Esquerra Republicana de Cataluña.

## Publicaciones
Es coordinador, junto con Mercè Barceló, de la obra Derecho Público de Cataluña publicada en 2011.